# 亞瑟·查理斯·克拉克
亞瑟·查理斯·克拉克爵士，CBE（英語：Sir Arthur Charles Clarke，1917年12月16日—2008年3月19日），是英國作家、發明家，尤其以撰写科幻小說闻名。
克拉克最知名的科幻小说作品是《2001太空漫遊》。該書由導演斯坦利·庫布里克于1968年拍攝成同名電影，成为科幻電影的經典名作。克拉克于2008年3月19日在斯里兰卡辭世，享壽90歲。他在临终前剛完成最後一本書《The Last Theorem》的校對工作，该書已於2008年出版。

## 生平
1917年12月16日，克拉克出生於英格兰萨默塞特郡迈因赫德。幼时就喜欢仰望星空和阅读旧的美国科幻杂志。在中学和Huish语法学校毕业后，由于无法负担大学费用，他在校董会的养老金部门得到一份审计员工作；及後在1934年，克拉克加入英國星際學會。
第二次世界大战期間，克拉克加入英國皇家空軍，担任雷达技师，参与预警雷达防御系统的研制。战时克拉克主要操作进场雷达，他早期的非科幻类小说，半自传体的《Glide Path》就以此为背景。克拉克在皇家空军的无线电学校No.9担任下士指导员，在1943年5月27日被任命为空军少尉（技术部门），1943年11月27日提拔为空军中尉。
克拉克於1946年以空军上尉军衔退役，進入倫敦國王學院，並以優異成績畢業，取得数学和物理学士学位。
1945年，提出用于远程通信的地球同步卫星的构想。
1947年起，担任英国星际协会主席至1950年。
1948年，撰写短篇科幻小说《前哨》（Sentinel）参加BBC竞赛，但未获奖；进入英国财政部工作。
1949年起，担任《科学文摘》（Science Abstracts）的助理编辑至1951年。
1952年，成为全职作家，投入科幻创作。
1953年，遇见了22岁并带有一个儿子的美国离异女子Marilyn Mayfield，与之闪电结婚，6个月后分手。但婚姻一直持续到1964年才终结。克拉克评价，“这段婚姻从一开始就存在不可调和的矛盾”。他此后没有再婚，但与Leslie Ekanayake很亲密，后者在1977年去世。有新闻记者曾问是否是同性恋，克拉克否认。不过，英国作家迈克尔·摩考克（Michael Moorcock）说，每个人都知道克拉克是同性恋，摩考克还曾经与克拉克的男友喝过酒。
1956年，移居斯里蘭卡。出版《城市与星星》；短篇小说《星》（Star）获得雨果奖
1964年，与库布里克共同构思《2001太空漫游》的小说和剧本。小说在一些情节上与电影略有差异。
1968年，《2001太空漫游》上映，小说也于同年出版。
1973年，出版《拉玛任务》。
1974年，《拉玛任务》获星云奖、雨果奖、约翰坎贝尔奖。
1986年，榮獲象徵終身成就的星雲科幻大師獎。成立阿瑟克拉克奖，颁给在英国出版的最佳科幻小说。
1988年，经诊断患有小儿麻痹后遗症，此后多靠轮椅行动。
1995年，获美國國家航空暨太空總署“杰出公共服务奖”。
2000年，受封英国爵士，由于克拉克行动不便，英国王室派高级专员亲临斯里兰卡授与其爵位。
2001年，探测火星矿物的探测器被命名为“2001火星奥德赛號”。
2008年，于3月19日在斯里兰卡辞世，享寿90岁。同年，在临终前刚完成的最后一本书《The Last Theorem》出版。
2013年6月，NASA宣布预定于2014年发射的太阳帆飞船Sunjammer号将搭载克拉克的DNA样本。该飞船的名称也来源于克拉克的同名小说。（該任務已於 2014 年 10 月取消。）

## 主要作品
- 《太空序曲》（1951年）大陆版：重庆出版社2008.5
- 《火星之沙》（1951年）
- 《空中列島》（1952年）
- 《童年末日》（1953年）大陆版：江苏文艺出版社2012.10
- 《Earthlight》（1955年）
  - 《地球光》(臺灣商務印書館, 郭功雋譯, 1972)
  - 《地光》(江苏文艺出版社, 王臻譯, 2013.07, ISBN 978-7-5399-5875-0 )
- 《The City and the Stars》（1956年）
  - 《城市与群星》(四川科学技术出版社, 周晓贤譯, 2012.04, ISBN 978-7-5364-7397-3 )
- 《The Deep Range》（1957年）
  - 〈深海牧場〉，收錄於《阿瑟·克拉克科幻短篇全集 2》(文汇出版社,  2021.03, ISBN 978-7-5496-3464-4 )
- 《A Fall of Moondust》（1961年）
  - 《月球歷險記》(臺灣商務印書館, 郭功雋譯, 1968)
  - 《月海沉船》(四川科学技术出版社, 武彬譯, 2012.04, ISBN 978-7-5364-7398-0 )
- 《海豚岛》（1962年）
- 《神的九十亿个名字》（1967年）大陆版：江苏文艺出版社2013.3
- 《2001太空漫遊》（1968年）大陆版：上海人民出版社2013.1
- 《2001失落的世界》（1972年）
- 《与拉玛相会》（星云奖）大陆版：四川科学技术出版社2011.11
- 《會見梅杜莎》（星云奖）
- 《天堂的喷泉》（星云奖)大陆版：四川科学技术出版社2012.4
- 《2010太空漫遊》（1982年）大陆版：上海人民出版社2013.1
- 《遥远地球之歌》（1986年）大陆版：江苏文艺出版社2013.5
- 《2061太空漫遊》（1988年）大陆版：上海人民出版社2013.1
- 《拉玛2号》（1989年）與簡崔·李合著大陆版：四川科学技术出版社2011.11
- 《拉瑪迷境》（1991年）與簡崔·李合著大陆版：四川科学技术出版社2011.11
- 《拉瑪真相》（1993年）與簡崔·李合著大陆版：四川科学技术出版社2011.11
- 《3001太空漫遊》（1997年）大陆版：上海人民出版社2013.1
- 《時间之眼》（2003年）與史蒂芬·巴塞特合著